# Stralingsforcering

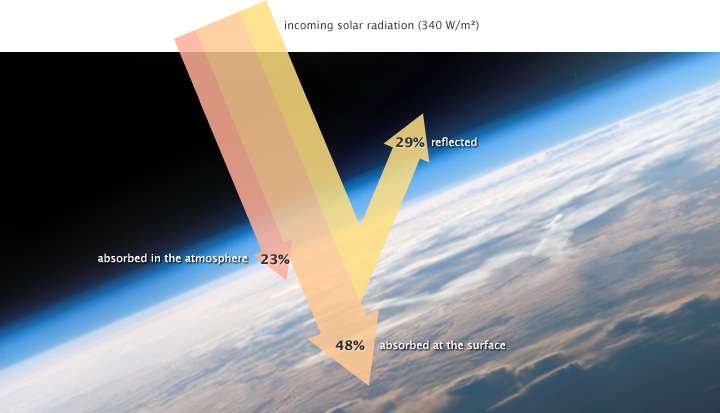
Componenten inkomende zonnestraling

In de klimaatwetenschappen gebruikt men de term stralingsforcering om het verschil uit te drukken tussen de invallende energie van de zon, en de energie van de straling die door de Aarde uitgezonden wordt naar de ruimte. De uitgezonden straling heeft twee componenten: gereflecteerde straling en warmtestraling. 
Een positieve stralingsforcering zorgt voor een opwarming van het systeem, terwijl een negatieve forcering het systeem laat afkoelen. Oorzaken van een stralingsforcering zijn veranderingen in de inkomende straling (bijvoorbeeld door zonnecycli), veranderingen in de concentratie broeikasgassen in de atmosfeer, of veranderingen in hoeveel zonlicht de aarde terugkaatst. De weerkaatsbaarheid van de aarde, ofwel het albedo, wordt bepaald door de kleur van de bodem (sneeuw en ijs weerkaatsen veel zonlicht) en door een veranderde concentratie aerosolen. Bekende aerosolen zijn wolken, mist en smog, maar ook zwevende vaste deeltjes, zoals luchtvervuiling en Saharastof worden hiertoe gerekend.
Een initiële stralingsforcering kan groter worden door positieve terugkoppeling in het systeem. Wanneer er een positieve stralingsforcering is door bijvoorbeeld een zonnecyclus en de aarde opwarmt, kan de aarde ijs op de polen verliezen. Hierdoor wordt de aarde donkerder en weerspiegelt ze minder van de inkomende straling. 
Klimaatgevoeligheid is de mate waarin langdurige stralingsforcering leidt tot temperatuurstijging.

## Meting
Stralingsforcering wordt gemeten op verscheidene kilometers boven het aardoppervlak, in de tropopauze, gewoonlijk met weerballonnen en satellieten. De meetwaarden worden meestal uitgedrukt in watt per vierkante meter (W/m2).